# Monrovia
Monrovia (dawne spolszczenie: Monrowia) – największe miasto i stolica Liberii. Położone u ujścia rzeki St. Paul do Oceanu Atlantyckiego (Wybrzeże Pieprzowe). Okręg stołeczny liczy sobie ponad milion mieszkańców, czyli 29% populacji całej Liberii, według spisu ludności z 2008 roku.
Założone w 1822 roku przez Amerykańskie Towarzystwo Kolonizacyjne, które sprowadziło tu wyzwolonych niewolników ze Stanów Zjednoczonych oraz Brytyjskich Indii Zachodnich. Nazwane na cześć ówczesnego prezydenta Stanów Zjednoczonych Jamesa Monroe'a. Przez dalszą część XIX wieku do miasta napłynęli liczni byli niewolnicy, głównie ze Stanów Zjednoczonych.
W roku 1961 w Monrovii miały miejsce obrady państw afrykańskich zgromadzonych w tzw. Grupie Monrovia. W latach 90. XX wieku w Liberii trwała wojna domowa, co spowodowało poważne zaburzenia w funkcjonowaniu miasta.
Monrovia stanowi administracyjne, handlowe i finansowe centrum Liberii. Położenie nad Oceanem Atlantyckim u ujścia rzeki St. Paul czyni je ważnym portem Afryki. Infrastruktura portowa została rozbudowana przez Amerykanów podczas II wojny światowej. Najważniejsze produkty wywożone z portu w Monrovii to lateks i rudy żelaza. Na terenie portu, obok cementowni, rafinerii ropy naftowej oraz zakładów produkujących na potrzeby przemysłu spożywczego, chemicznego czy budownictwa, znajdują się także rozległe tereny składowe oraz stocznie remontowe.

## Historia

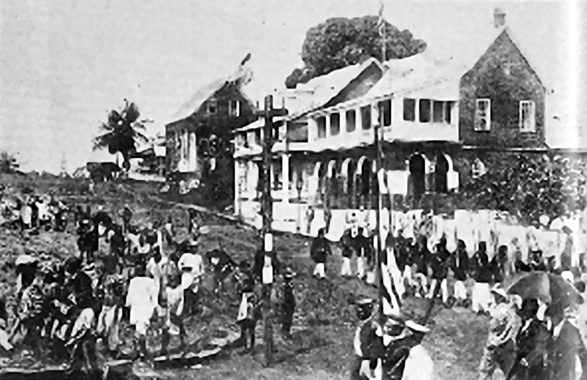
Monrovia w XIX wieku

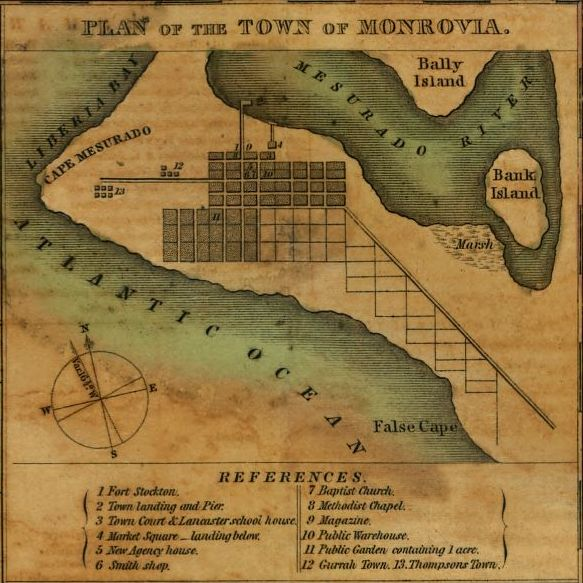
Historyczny plan miasta z około roku 1830

Teren, na którym później powstała Monrovia został nazwany przez portugalskich żeglarzy przylądkiem Mesurado w latach 60. XVI wieku. Niecałe 300 lat później, w 1821 roku do brzegów Sherbro Island przybił statek Amerykańskiego Towarzystwa Kolonizacyjnego, wiozący wyzwolonych czarnoskórych niewolników ze Stanów Zjednoczonych. Ich celem było założenie samowystarczalnej kolonii, podobnej do tej jaka powstała kilkadziesiąt kilometrów dalej we Freetown. Przedsięwzięcie miało opłakane skutki – wielu osadników zmarło. Rok później przybył kolejny statek, ratując pozostałych i zabierając ich na przylądek Mesurado. Tam też założona zostaje osada Christopolis. W 1824 roku jej nazwę zmieniono na Monrovia, na cześć prezydenta USA Jamesa Monroego, zagorzałego zwolennika utworzenia kolonii.
W 1845 roku Monrovia była gospodarzem konwentu konstytucyjnego zorganizowanego przez Towarzystwo – wówczas spisany został dokument, która dwa lata później stał się konstytucją niepodległej Republiki Liberii.
U początków XX wieku miasto zostało podzielone na dwie części: Monrovię właściwą, architektonicznie przypominająca południowe stany USA, zamieszkałą przez Amerykanoliberyjczyków oraz Krutown, zamieszkałe przez autochtoniczną ludność Kru, jak również Bassa i Grebo oraz inne szczepy. Z 4000 mieszkańców, 2500 należało do pierwszej grupy. Od 1926 tubylcy rozpoczęli migrację do miasta w poszukiwaniu pracy.
W 1979 roku Organizacja Jedności Afrykańskiej zorganizowała w Monrovii konferencję, desygnując na jej przewodniczącego prezydenta Williama Tolberta. Ten ostatni ulepszył budownictwo socjalne oraz zmniejszył o 50% czesne za pobieranie nauki na University of Liberia. W tym samym roku w mieście doszło do protestów i zamieszek.
Miasto zostało poważnie zniszczone podczas pierwszej i drugiej wojny domowej, zwłaszcza w trakcie oblężenia. Wiele budynków zostało zburzonych podczas walk między zwolennikami Samuela Doe’ego oraz Prince’a Johnsona na początku lat 90. Pokłosiem tamtych wydarzeń jest duża populacja bezdomnych dzieci i nastolatków, pozbawionych możliwości pobierania nauk lub bezpośrednio zaangażowanych w konflikt.
W 2002 roku Leymah Gbowee zorganizowała akcję kobiet Liberii na rzecz pokoju – zebrane na targu rybnym kobiety modliły się i śpiewały. Działalność tego ruchu ułatwiła zakończenie wojny i przyniosła stanowisko głowy państwa dla Ellen Johnson-Sirleaf, pierwszej kobiety-prezydenta w Afryce.

## Gospodarka

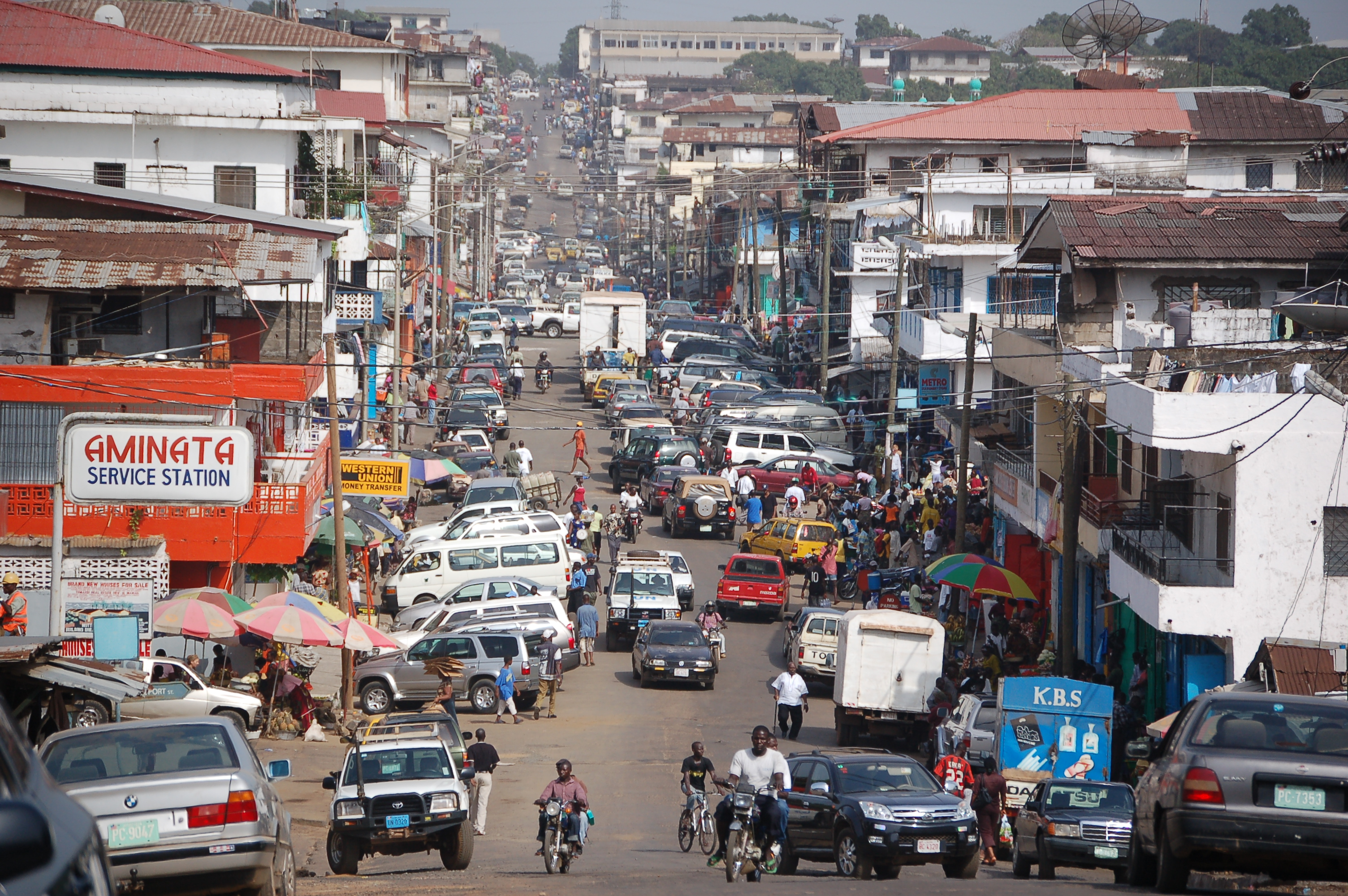
Ulica w centrum Monrovii (2009)

Gospodarka miasta jest determinowana przez nabrzeże, Freeport of Monrovia. W mieście ma swoją siedzibę także Bank Centralny Liberii.

## Zarząd
Większość usług w mieście obsługiwana jest przez Monrovia City Corporation.
Niektórzy z byłych burmistrzów:
- W. F. Nelson, lata 1870.[8]
- C. T. O. King, służył przez trzy kadencje w latach 1880.[9]
- H. A. Williams, lata 1890.[10]
- Gabriel M. Johnson, lata 1920.[11]
- Nathan C. Ross, 1956-1969[12]
- Ellen Sandimanie, lata 1970.; pierwsza kobieta na tym stanowisku[13]
- Ophelia Hoff Saytumah, 2001–2009

## Klimat
| Miesiąc                              | Sty | Lut | Mar | Kwi | Maj | Cze | Lip | Sie | Wrz | Paź | Lis | Gru | Roczna |
| ------------------------------------ | --- | --- | --- | --- | --- | --- | --- | --- | --- | --- | --- | --- | ------ |
| Rekordy maksymalnej temperatury [°C] | 32  | 33  | 32  | 33  | 34  | 31  | 29  | 30  | 29  | 30  | 32  | 32  | 34     |
| Średnie temperatury w dzień [°C]     | 30  | 29  | 31  | 31  | 30  | 27  | 27  | 27  | 27  | 28  | 29  | 30  | 29     |
| Średnie temperatury w nocy [°C]      | 23  | 23  | 23  | 23  | 22  | 23  | 22  | 23  | 22  | 22  | 23  | 23  | 23     |
| Rekordy minimalnej temperatury [°C]  | 13  | 20  | 19  | 16  | 16  | 18  | 16  | 18  | 18  | 19  | 16  | 14  | 13     |
| Opady deszczu [mm]                   | 31  | 56  | 97  | 216 | 516 | 973 | 996 | 373 | 744 | 772 | 236 | 130 | 5140   |
| Źródło: BBC Weather sierpień 2010    |     |     |     |     |     |     |     |     |     |     |     |     |        |

## Edukacja
W Monrovii znajdują się dwie znaczące dla kraju szkoły wyższe – państwowy University of Liberia oraz kościelny Cuttington College and Divinity School.

## Miasta partnerskie
- Tajpej, Tajwan
- Dayton, Stany Zjednoczone